# Cratere Ts'ao Chan
Ts'ao Chan  è un cratere sulla superficie di Mercurio.